# ریحانه بنت زید
ریحانه دختر زید قرظی (۱۵ پیش از هجرت – ۱۰ هجری) زنی یهودی از طایفهٔ یهودی بنی نضیر بود که ابتدا به همسری مردی از طایفهٔ یهودی بنی قریظه درآمد. سیره‌نویسان در مورد رابطه او با محمد اختلاف نظر دارند. برخی او را همسر محمد دانسته‌اند و برخی تنها کنیز. پیرامون اسلام‌آوردن وی هم اتفاق‌نظر نیست.

## رابطه ریحانه با محمد
ابن اسحاق (بازسازی آلفرد گیوم) می‌نویسد که در ماجرای کشتن تمامی مردان بالغ و به اسارت گرفتن زنان و کودکان بنی قریظه، محمد به  ریحانه پیشنهاد داد که با او ازدواج کند، اما ریحانه این پیشنهاد را رد کرد و ترجیح داد که به عنوان کنیز او باقی بماند. علی‌رغم درخواست محمد، ریحانه ابتدا اصرار داشت که بر یهودیت باقی بماند. ریحانه بعدها مسلمان شد.
اما ابن سعد، کاتب و منشی واقدی، از او نقل قول می‌کند که محمد ریحانه را آزاد کرده و او را به ازدواج خود درآورد. الحلبی می‌افزاید که محمد با ریحانه ازدواج کرد و مهریه‌ای هم برای او قرار داد. در هنگام ازدواج ریحانه از به سر گذاشتن حجاب امتناع کرد و این مسئله اختلاف بین او و محمد را در پی داشت. اما روابط ریحانه و محمد بعدها بهبود یافت. ریحانه مدت کوتاهی پس از آخرین حج محمد در سن ۲۵ سالگی فوت کرد و در قبرستان جنت البقيع به خاک سپرده شد. توصیفاتی از خانه‌ای که به ریحانه اختصاص داده شده بود در تاریخ مدینه محمد بن الحسام و از طریق ابن هاجر آمده‌است.
در روایتی هم که به‌گفتهٔ شبلی نعمانی (از علمای مسلمان هندی قرن نوزدهم) مورد پذیرش بسیاری از مورخین مسلمان متأخر بوده‌است آمده، محمد ریحانه را آزاد کرد تا به نزد طایفه‌اش برود و با آنها زندگی کند.